# Larnage
Larnage là một xã thuộc tỉnh Drôme trong vùng Auvergne-Rhône-Alpes đông nam nước Pháp. Xã Larnage nằm ở khu vực có độ cao trung bình 247 mét trên mực nước biển.